# Limba slovacă
Limba slovacă (endonim: slovenčina /ˈslɔʋent͡ʂina/ sau slovenský jazyk pronunțat /ˈslɔʋenskiː ˈjazik/ ⓘ) este o limbă slavă din grupul vestic (împreună cu ceha, poloneza și soraba). Limba cehă este cea mai apropiată limbă de limba slovacă. Slovaca este vorbită ca limbă nativă de peste 6 milioane de persoane, dintre care aproximativ 5 milioane sunt în Slovacia. Este limbă oficială în Slovacia, Provincia Autonomă Voivodina (din Serbia) și Uniunea Europeană.  

## Istorie
Grupul de limbi ceho-slovac s-a dezvoltat în perioada Evului Mediu Clasic, iar standardizarea limbilor cehă și slovacă în cadrul continuumului dialectal ceho-slovac a apărut la începutul perioadei moderne. Spre sfârșitul jumătății secolului XIX, alfabetul slovac modern și standardul ortografic a fost codificat de Ľudovít Štúr și reformat de Martin Hattala. Dialectele morave vorbite în partea de vest a țării, de-a lungul graniței cu Republica Cehă, sunt câteodată clasificate ca și slovacă, deși anumite variante sunt mai aproape de cehă. Acestea formează podul dintre cele două limbi.

## Distribuția geografică și statutul juridic
Limba slovacă este vorbită predominant în Slovacia. Constituția țării a declarat-o ca limbă oficială de stat (štátny jazyk):
(1) Na území Slovenskej republiky je štátnym jazykom slovenský jazyk. (2) Používanie iných jazykov než štátneho jazyka v úradnom styku ustanoví zákon.
(1) Limba slovacă este declarată limbă oficială pe teritoriul Republicii Slovace. (2) Utilizarea altor limbi decât limba oficială în comunicarea oficială se stabilește prin lege.
Constituția Slovaciei, articolul 6.
Pe lângă aceasta, minoritățile naționale și grupurile etnice au, de asemenea, permisiunea explicită de a-și folosi limbile distincte. Slovacia este o țară cu o politică lingvistică bine stabilită în ceea ce privește limba sa oficială.

### Reglementare
Limba slovacă standard (spisovná slovenčina) este definită de o lege a Parlamentului privind limba de stat a Republicii Slovace (legea lingvistică). În conformitate cu această lege, Ministerul Culturii aprobă și publică forma codificată a limbii slovace pe baza hotărârii institutelor lingvistice slovace specializate și a specialiștilor în domeniul limbii de stat. În mod tradițional, acesta este Institutul de Lingvistică Ľudovít Štúr, care face parte din Academia Slovacă de Științe. În practică, Ministerul Culturii publică un document care specifică cărțile de referință cu autoritate pentru utilizarea slovacă standard, care se numește manualul de codificare (kodifikačná príručka). Reglementările actuale au fost publicate la 15 martie 2021. Există patru astfel de publicații:
- „Pravidlá slovenského pravopisu”, 2013; (norme ortografice)
- „Krátky slovník slovenského jazyka”, 2020; (dicționar)
- „Pravidlá slovenskej výslovnosti”, 2009; (pronunție)
- „Morfológia slovenského jazyka”, 1966; (morfologie)

Vorbitorii de limbă slovacă se regăsesc, de asemenea, în diaspora slovacă din Statele Unite, Republica Cehă, Argentina, Serbia, Irlanda, România, Polonia, Canada, Ungaria, Germania, Croația, Israel, Regatul Unit, Australia, Austria, Ucraina, Norvegia și alte țări într-o măsură mai mică.
Limba slovacă este una dintre limbile oficiale ale Provinciei Autonome Voivodina.

## Alfabetul slovac
Pentru scriere limba slovacă folosește alfabetul latin îmbogățit cu diacritice:
- acutul (´) este folosit pentru a indica durata vocalelor și a consoanelor sonore silabice: á [aː]; é [ɛː]; í [iː]; ó [ɔː]; ú [uː]; ý [iː]; ŕ [rː] и ĺ [lː];
- circumflex se folosește numai în combinație cu litera o (ô) pentru a indica diftongul /u̯o/;
- umlautul deasupra literei a (ä) indică așa numitul ”e deschis”;
- hacecul se folosește la marcarea consoanelor sibilante (șuierătoare): š [ʃ], ž [ʒ], č [t͡ʃ] și dž [d͡ʒ] și pentru palatalizarea consoanelor: ň [n'], Ď [d'], Ť [t'];
- apostroful (') se folosește pentru indicarea palatalizării consoanelor d și t: d' [d'], t' [t'].

În total, alfabetul slovac prezintă 46 de litere:
| Litera | Denumirea în slovacă | AFI  | Echivalent în română                    |     | Litera       | Denumirea în slovacă | AFI                   | Echivalent în română |
| A a    | á                    | [a]  | a                                       | M m | em           | [m]                  | m                     |                      |
| Á á    | dlhé á               | [aː] | a lung                                  | N n | en           | [n]                  | n                     |                      |
| Ä ä    | široké e             | [æ]  | - (un sunet între a și e)               | Ň ň | eň           | [                    | n palatalizat (moale) |                      |
| B b    | bé                   | [b]  | b                                       | O o | ó            | [o]                  | o                     |                      |
| C c    | cé                   | [t͡s] | ț                                       | Ó ó | dlhé ó       | [oː]                 | o lung                |                      |
| Č č    | čé                   | [t͡ʃ] | ce, ci                                  | Ô ô |              |                      | uo diftong            |                      |
| D d    | dé                   | [d]  | d                                       | P p |              | [p]                  | p                     |                      |
| Ď ď    | ďé                   | [ɟ]  | d palatalizat (moale)                   | Q q | kvé          | [kv]                 | cv                    |                      |
| Dz dz  | dzé                  | [d͡z] | - perechea sonoră a lui ”ț”             | R r | er           | [r]                  | r                     |                      |
| Dž dž  | džé                  | [d͡ʒ] | ge, gi                                  | Ŕ ŕ | dlhé r       | [rː]                 | r lung                |                      |
| E e    | é                    | [ɛ]  | e                                       | S s |              | [s]                  | s                     |                      |
| É é    | dlhé é               | [ɛː] | e lung                                  | Š š | eš           |                      | ș                     |                      |
| F f    | ef                   | [f]  | f                                       | T t | te           | [t]                  | t                     |                      |
| G g    | gé                   | [g]  | g, ghe, ghi (nu ge sau gi)              | Ť ť | ťé           | [c]                  | t palatalizat (moale) |                      |
| H h    | há                   | [ɦ]  | h ca în cuvântul hăț                    | U u | ú            | [u]                  | u                     |                      |
| Ch ch  | chá                  | [x]  | h ca în cuvântul hram                   | Ú ú | dlhé ú       |                      | u lung                |                      |
| I i    | í                    | [i]  | i                                       | V v |              | [v]                  | v                     |                      |
| Í í    | dlhé í               | [iː] | i lung                                  | W w | dvojité vé   | [v]                  |                       |                      |
| J j    | jé                   | [j]  | i scurt ca ultimul i din cuvântul copii | X x | iks          | [ks], [gz]           | x                     |                      |
| K k    | ká                   | [k]  | k, c, che, chi (nu ce sau ci)           | Y y | ypsilon      |                      | i                     |                      |
| L l    | el                   | [l]  | l                                       | Ý ý | dlhý ypsilon |                      | i lung                |                      |
| Ĺ ĺ    | dlhé el              | [lː] | - (un L pronunțat mai lung)             | Z z |              | [z]                  | z                     |                      |
| Ľ ľ    | eľ                   | [ʎ]  | l palatalizat (moale)                   | Ž ž | žet          | [                    | j                     |                      |

Literele x, q, w  și ó sunt folosite numai în cuvintele de provenență străină.
Principiul primar al ortografiei slovace este principiul fonemic. Principiul secundar este principiul morfologic: formele derivate din aceeași rădăcină se scriu în același mod, chiar dacă sunt pronunțate diferit. Un exemplu al acestui principiu este regula asimilării (a se vedea mai jos). Principiul terțiar este principiul etimologic, care poate fi observat în utilizarea lui i după anumite consoane și a lui y după alte consoane, deși atât i, cât și y sunt de obicei pronunțate în același mod.
În cele din urmă, principiul gramatical rar aplicat este prezent atunci când, de exemplu, forma de bază la singular și forma de bază la plural a adjectivelor masculine sunt scrise diferit, fără nicio diferență în pronunție (de exemplu, pekný = frumos - singular versus pekní = frumos - plural). Aceste ortografii sunt cel mai adesea rămășițe ale diferențelor de pronunție care erau prezente în proto-slavă (în poloneză, unde fuziunea vocalică nu a avut loc, piękny și piękni și în cehă pěkný și pěkní sunt pronunțate diferit).
Majoritatea cuvintelor împrumutate din limbi străine sunt rescrise folosind principiile slovace fie imediat, fie ulterior. De exemplu, „weekend” se scrie víkend, „software” - softvér, iar „calitate” se scrie kvalita. Numele persoanelor și numele geografice din alte limbi care utilizează alfabetul latin își păstrează ortografia originală, cu excepția cazului în care există o formă complet slovacă a numelui (de exemplu, Londýn pentru „Londra”).

Limba slovacă prezintă unele omografii eterofonice (cuvinte cu grafie identică, dar pronunție și sens diferite), cele mai frecvente exemple fiind krásne /ˈkraːsnɛ/ (frumos, adjectiv) versus krásne /ˈkraːsɲɛ/ (frumos, adverb).
1. ↑  Language
2. 1 2  „Constituția Republicii Slovace” (PDF). www.prezident.sk. Arhivat din original (PDF) la 12 februarie 2025. Accesat în 23 martie 2025.
3. 1 2  „Eurydice”. European Comission. Accesat în 23 martie 2025.
4. ↑  „Report on the use of national minority languages in the territory of the Slovak Republic for the period 2015-2016” (PDF). www.narodnostnemensiny.vlada.gov.sk. Arhivat din original (PDF) la 20 martie 2025. Accesat în 23 martie 2025.
5. ↑  „Act of the national council of the Slovak Republic on the State Language of the Slovak Republic” (PDF). culture.gov.sk. Arhivat din original (PDF) la 12 februarie 2025. Accesat în 23 martie 2025.